# Ludwig Reissenberger
Ludwig Reissenberger (Nagyszeben, 1819. január 23. – Nagyszeben, 1895. november 27.) erdélyi szász történész, természettudós.

## Élete
A nagyszebeni gimnáziumban tanult és 1837–39-ben a berlini egyetemet látogatta. Hazájába visszatérve a nagyszebeni ág. ev. gimnázium tanára lett és 1863-tól a Brukenthal-múzeum őre; egyszersmind a régészeti emlékek felügyelője volt a nagyszebeni kerületben. 1880. november 17-én tanári és 1882-ben múzeumőri állásától megvált és nyugalomba vonult. A városi bizottság tagja és az ágostai evangélikus egyház presbitere volt. Iskolai és tudományos célra 7000 váltó forintnyi alapítványt tett; fizikai s meteorológiai műszereit a gimnáziumnak, könyveit, régészeti s egyéb gyűjteményeit pedig a Brukenthal-múzeumnak hagyta.

## Művei
Munkálatai Erdély föld- és néprajzára, természettan- és csillagászatra, meteorológiára, állat- és növénytanra, statisztikára, régészetre és numizmatikára, építészetre és művészetre vonatkoznak; mindezen cikkeket, munkákat, különnyomatokat, összesen 78-at, fölsorolják címük szerint Trausch-Schuller munkájukban.
Legfontosabbak:
- Die bischöfliche Klosterkirche D'Argys in der Walachei. Wien, 1860. Több szövegképpel és négy fametszetű rajztáblával.
- A nagyszebeni és székesfehérvári régi templom. Henszlmann Imrével. Budapest, 1883 (Monumenta Hungariae Archaeologica aevi medii)
- Künstliche Kunstdenkmäler aus Siebenbürgen. 1. Sier. Kurze Erläuterungen. Wien, 1887. 24 fénynyom. táblával.
- Die Kerzer Abtei. Mit zahlreichen Illustrationen. Hermannstadt 1894.